# Tenkohlavec
Tenkohlavec (Trichuris nebo Trichocephalus) je rod hlístic parazitujících v tlustém a slepém střevě savců. Rod čítá několik medicínsky a veterinárně významných druhů. Onemocnění těmito helminty se označuje jako trichurióza nebo trichocefalóza.

## Morfologie a biologie
Tenkohlavci mají nečlánkované tělo, které v dospělosti měří 30-55 mm. Jsou odděleného pohlaví s výrazným pohlavním dimorfismem. Přední část dospělých červů je nitkovitá a je zanořena do sliznice tlustého střeva. Zadní část má výrazně větší průměr.

### Přehled nejznámějších druhů
- Trichuris trichiura (tenkohlavec lidský) – člověk, prase
- Trichuris suis (tenkohlavec prasečí) – prase
- Trichuris vulpis (tenkohlavec liščí) – psovití, výjimečně člověk
- Trichuris campanula – kočkovití
- Trichuris ovis – ovce, koza, případně další přežvýkavci
- Trichuris muris – myš, hlodavci